# Сляч (аеропорт)
Аеропорт Сляч (IATA: SLD, ICAO: LZSL) або, історично, словац. Letisko Tri Duby, досл. «Аеропорт 'Три Дуби'» — міжнародний аеропорт в центральній Словаччині, розташований між містами Зволен та Банська-Бистриця та біля спа-курорту Сляч. Аеропорт має одну злітно-посадкову смугу довжиною 2400 м (18/36). Аеропорт також використовується як військово-повітряними силами, так й цивільною авіацією.

## Історія
Аеропорт Три Дуби відігравав важливу роль в 1944 році, коли він став найважливішим аеропортом Словацького національного повстання. У період з 6 вересня по 25 жовтня 1944 року аеропорт використовувався як головна база повітряних сил словацьких партизанів, але через просування німецьких підрозділів пізніше його довелося евакуювати. В той час, коли територія словацьких повстанців була оточена ворожими німецькими військами, Три Дуби і сусідній аеропорт Золна були головними воротами для зв'язку з рештою світу. Окрім значної допомоги Словаччині з боку Радянського Союзу, США також надсилали постачання та розвідників через Три Дуби, ці рейси також використовувалися для евакуації американські льотчиків, звільнених з таборів німецьких військовополонених.
У 1945 році аеропорт змінив назву з Три Дуби на Сляч.
У 2009 році він був закритий на великий проект реконструкції, який частково фінансувався НАТО і ЄС. Він була знову відкрита для військового використання в травні 2011 року, а для цивільного використання — у червні 2011 року.
Аеропорт Сляч в даний час експлуатує тільки літні чартерні рейси до популярних морських курортів у Болгарії, Туреччині, Греції і Єгипті.

## Статистика
Потік пасажирів та операцій з 2014 року:
| Рік  | Пасажири | Зміна (%) | Тоннаж вантажу |
| ---- | -------- | --------- | -------------- |
| 2014 | 20 387   |           |                |
| 2015 | 35 682   | +75 %     |                |